# 谷村美月
谷村 美月（1990年6月18日—），日本女演員。大阪府出身，隸屬HORI AGENCY事務所。身高159公分，血型O型。興趣是電影鑑賞，特長是舞蹈。

## 人物簡介
- 2002年，在晨間小說連續劇『滿天（まんてん）』作為女演員出道。
- 2005年，初出演及初主演的電影『Canaria（カナリア）』獲第79回電影旬報日本十佳電影第7位、第13屆Raindance Film Festival（倫敦）Grand Prix獎，谷村自己也在第20回高崎電影節中獲得最優秀新人獎。
- 2007年，憑電影在第2回大阪Cinema Festival中獲得新人獎。
- 2008年，憑電影『檸檬時代』、『茶茶 天涯的貴妃』及『魍魎之匣』在第3回大阪Cinema Festival中獲得最佳女配角獎。
- 2021年10月6日，宣布因慢性呼吸道疾病引起了恐慌症發作，而退出原預定於10日起參演的舞台劇『LUNGS』，並需休養一段時間[3]。

## 演出作品

### 電影

#### 真人演出
- Canaria（2005年3月12日公映、cinequanon）飾演新名由希（主演）
- 東京喪波（2005年12月10日公映、東芝Entertainment）飾演
- 歡笑大天使（或譯冷笑大天使）（2006年7月15日公映、Albatros Film）飾演沈丁花娘
- 海與夕陽與她的眼淚 STRAWBERRY FIELDS（2006年9月16日公映、Video Planning）飾演
- （2006年7月25日公映）飾演（主演）
- red letters（2006年9月23日公映、frontmen entertainment）飾演掛橋的女兒
- 銀河鐵道之夜 I carry a ticket of eternity（2006年11月4日公映、KAERUCAFE）飾演（主演）
- 家庭的秘密（2006年12月2日公映、SHIMA FILMS）飾演櫻井典子
- 酒井家的幸福（2006年12月23日公映、Bitters End）飾演筒井秋
- 檸檬時代（檸檬のころ）（2007年3月31日公映、There's Enterprise）飾演白田惠（主演）
- 戀路物語 -each little thing-（2007年5月12日首映）飾演（澤崎MIKI；主演）
- 魍魎之匣（2007年12月22日公映、SHOWGATE）飾演楠本賴子
- 茶茶 天涯的貴妃（2007年12月22日公映、東映）飾演千姬
- 奪命捉迷藏（2008年2月2日公映、PHANTOM FILM）飾演佐藤愛（主演）
- 神之謎（2008年6月7日公映、東映）飾演穗瑞沙羅華（主演）
- （2008年8月30日公映）飾演（主演）
- （2008年9月20日公映）飾演（主演）
- 孩子的孩子（コドモのコドモ）（2008年9月27日公映、Bitters End）飾演持田秋美
- （2009年5月9日公映）飾演成瀨汀（主演）
- （2009年5月16日公映）飾演上田茜
- 蟹工船（2009年7月4日公映）飾演
- BOX！（2010年5月22日公映）飾演丸野智子
- （2010年8月1日公映）飾演櫻美散（主演）
- 十三刺客（2010年9月25日公映）飾演牧野千世
- （2010年9月25日公映）飾演須藤華
- 偶然路過的街（2010年11月20日公映）飾演藤本江理
- 海炭市敘景 （2010年12月18日公映）飾演井川帆波
- 阪急電車 片道15分之奇蹟（2011年4月29日公映）飾演權田原美帆
- HESOMORI（2011年9月3日公映）飾演
- 逆轉裁判（2012年2月11日公映、東寶）飾演大澤木夏美
- Salvage Mice（2012年3月24日公映、T-JOY）飾演有棲川真唯（Salvage Mice）（主演）
- 東京無印女子物語（2012年6月16日公映、Best Brain）飾演（主演）
- （2012年7月7日公映、東京劇場）飾演女義工
- （2012年9月13日公映、KlockWorx）飾演高林光（主演）
- 「人妻」（2012年9月29日公映、角川映畫）飾演淺野年子（主演）
- （2012年11月17日公映、PHANTOM FILM）飾演關由美子
- 半徑3公里的世界（2013年3月2日公映、映像產業振興機構）飾演優香
- 向陽處的她（2013年10月12日公映、東寶、Asmik Ace）飾演峯岸百合
- ARCANA（2013年10月19日公映、日活）飾演友近三枝子
- （2013年11月9日公映、SEDIC International、電通）
- （2013年12月14日公映、東寶）飾演長濱美和子
- （2014年3月29日公映、松竹） 飾演
- FLARE（2014年4月26日公映、EYE-MOTION）
- Sweet Poolside（2014年6月14日公映、松竹MEDIA事業部） 飾演北友里子
- （2014年6月21日公映、東寶映像事業部）飾演竹田富美枝
- （2014年7月12日公映、樂映舍）飾演桃黑瞳
- 幕末高校生（2014年7月26日公映、東映）飾演千代
- （2014年8月2日公映、Ippo）飾演（主演）
- 幻肢（2014年9月27日公映、D-rights）飾演糸永遙
- 深夜食堂（2015年1月31日公映、東映）飾演
- 白河夜船（2015年4月25日公映、COPIAPOA FILM）飾演
- （2015年5月30日公映、松竹）飾演櫻井麻衣
- （2015年10月3日公映、PHANTOM FILM）飾演小澤早苗
- 火星異種（2016年4月29日公映、華納兄弟電影）
- （2016年6月4日公映、東映）飾演辰見洋子
- U-31（日语：U-31#映画）（2016年8月27日公映、Toki Entertainment）飾演山咲佳奈
- （2018年3月3日公映、Aniplex）飾演館林弓
- 飛上天空的輪胎（2018年6月15日公映、松竹） 飾演柚木妙子
- 怨鈴（2020年1月10日公映、松竹） 飾演間宮冬美
- 信虎（日语：信虎 (映画)）（2021年11月12日公映、宮帶Pictures）飾演阿直
- （預定於2025年6月13日公映、Rabbit House）飾演

#### 聲音演出
- 劇場版動畫 穿越時空的少女（2006年7月15日公映、角川先驅映畫）聲演藤谷果穗
- 夏日大作戰（2009年8月1日公映）聲演池澤佳主馬
- （2009年8月22日公映）聲演美穗
- 狼的孩子雨和雪（2012年7月21日公映、東寶）聲演土肥太太
- 怪物的孩子（2015年7月11日公映、東寶）

### 電視劇
- 晨間小說連續劇 滿天（まんてん）（日本放送協會、2002年 - 2003年）飾演穗積未海（首演作品）
- 真實的恐怖故事 夏之特別篇2004 「孤單的少女」（富士電視台、2004年）飾演三田村美雪
- 真實的恐怖故事（第2輯） 「走到窗戶那兒的少女」（富士電視台、2004年11月22日）飾演（主演）
- 11通之…未能拿出來的情信 第10通（朝日電視台、2005年）飾演飯田早紀
- 戰後60年特別企劃電視劇 祖國（WOWOW、2005年）飾演小野寺江梨
- 生物彗星WoO（日本放送協會、2006年）飾演（主演）
- 街頭律師（或譯平民律師）（第5集、第6集（大結局））（NHK綜合頻道、2006年）飾演深川友香（客串演出）
- 14歲的母親（日本電視台、2006年）飾演柳澤真由那
- （每日放送、2007年）飾演（主演）
- （富士電視台、2007年）（主演）
- 與她遊玩的正確方法（彼女との正しい遊び方）（朝日電視台、2007年）飾演西園寺靜香
- 我們的教科書（富士電視台、2007年）飾演仁科朋美
- （第2、3集）（NHK綜合頻道、2007年）飾演杉原友美惠（客串演出）
- （關西電視台、2007年10月15日）飾演谷村美月（主演）
- 無止境的殺人（長い長い殺人）（WOWOW、2007年）飾演三室直美
- 初戀net.com〜不能被遺忘的戀愛之歌〜（初恋net.com〜忘れられない恋のうた〜）（第3集）（朝日電視台、2007年）飾演
- 轉瞬為風（富士電視台、2008年）飾演鳥澤圭子
- （富士電視台、2008年）飾演春奈（主演）
- 潘朵拉（WOWOW、2008年）飾演水野愛美 相關資訊
- 貓街（日本放送協會、2008年）飾演青山惠都（主演）
- 太陽與海的教室（富士電視台、2008年）飾演澤水羽菜
- 藤子·F·不二雄的Parallel Space 征地球論（WOWOW、2008年）飾演鈴木美咲（主演）
- （富士電視台、2008年）（主演）
- 必殺仕事人2009（朝日電視台、2009年）飾演如月
- 我的帥管家（富士電視台、2009年）飾演山田多美
- 手機搜查官7（大結局）（東京電視台、2009年）
- 面探型男（Episode 7）（日本電視台、2009年）飾演
- （富士電視台、2009年）飾演崎山里香（主演）
- 無家可歸的中學生2（富士電視台、2009年4月12日）飾演奧寺奈央
- 育子互動（第12集）（每日放送、2009年）飾演山口結子
- MW 第0章 〜惡魔的遊戲〜（日本電視台、2009年6月30日）飾演（主演）
- （富士電視台、2009年）飾演佐藤由香
- （朝日電視台、2009年）飾演園田奈央（主演）
- 〜LOVE STORIES VI〜（日本電視台、2009年9月25日）飾演（主演）
- 戀歌Drama Special 三日月（第二夜）（東京廣播公司、2009年9月30日）飾演島田遙夏（主演）
- （富士電視台、2009年）飾演（主演）
- 武士高校（第3集）（日本電視台、2009年）飾演戰國時代的兒媳（客串演出）
- Real Clothes（大結局）（關西電視台、2009年）飾演
- （日本電視台、2009年）
- W之悲劇（東京廣播公司、2010年）飾演和辻摩子
- （BS富士、2010年）飾演寺野繪子
- 青山1seg開發 （第3集）（NHK 1seg2、2010年）（主演）
- 特備劇 必殺仕事人2010（朝日電視台、2010年）飾演如月
- Strawberry Night（試播版）（富士電視台、2010年11月13日）飾演深澤由香里
- （東京電視台、2010年）飾演吉岡小春
- 醫龍-Team Medical Dragon-3（富士電視台、2010年）飾演真柄冬實
- （日本放送協會、2010年）飾演
- （第1集）（NHK綜合頻道、2010年）
- （第1集）（讀賣電視台、2011年）飾演三崎優子
- 世界奇妙物語21世紀第21年特別篇「PETS」（富士電視台、2011年5月14日）飾演櫻（主演）
- 堺市廣報節目 （大阪電視台、2011年9月4日 - 25日）飾演花子（主演）
- 宮部美幸Special （富士電視台、2011年9月9日）飾演高木和子
- （NHK大阪放送局、2011年9月16日）飾演小林優花
- （第3集）（NHK綜合頻道、2011年9月27日）飾演
- 關西特集劇 （NHK大阪放送局、2011年10月10日）飾演里美／
- 造花之蜜（WOWOW、2011年11月27日）飾演小杉康美
- 堺市廣報節目 （大阪電視台、2011年11月27日 - 12月18日）飾演花子（主演）
- 湊佳苗Mystery 境遇（朝日放送、2011年12月3日）飾演高倉陽子（17年前）
- （日本放送協會、2012年）飾演加賀山妃美佳、加賀山鞠香（兩個角色）
- Hungry！（第4集）（關西電視台、2012年）飾演美咲
- 科調所的女法研（第11系列第15集、大結局）（朝日電視台、2012年）飾演崎本菜津美
- （日本放送協會、2012年3月26日）飾演磯崎叶江（主演）
- 特備劇 （BS-TBS、2012年3月28日）飾演安達加奈
- SPEC〜翔〜（東京廣播公司、2012年4月1日）飾演久遠望
- （讀賣電視台、2012年）飾演（主演）
- Platina Town（WOWOW、2012年）飾演山田春奈
- （關西電視台、2012年11月24日）飾演星野千秋（主演）
- （日本電視台、2012年12月17日 - 19日）飾演
- 八重之櫻（日本放送協會、2013年）飾演小田時榮
- LAST HOPE（第7集）（富士電視台、2013年）飾演西村杏子
- （大結局）（TBS電視台、2013年）飾演田端翔子
- Woman（日本電視台、2013年）飾演砂川藍子
- （朝日電視台、2013年7月27日）飾演
- 律政狂人2（第2集）（富士電視台、2013年）飾演玉川玉
- （富士電視台、2013年10月25日）飾演高城累
- （富士電視台、2013年12月9日 - 20日）飾演長濱美和子
- 新春WIDE時代劇 影舞者德川家康（東京電視台、2014年1月2日）飾演
- 黑暗中的獵人（闇の狩人；2014年版）（時代劇専門頻道、2014年10月4日 - 5日）飾演
- 告別自己（日本放送協會、2014年）
- （第3集）（讀賣電視台、2014年）飾演野村未步
- （第1、16集）（LaLa TV、2014年11月4日、2015年2月24日）飾演
- 深夜食堂（第24、30集）（MBS電視台、2014年）飾演
- 松本清張〜霧之旗（朝日電視台、2014年12月7日）飾演工藤信子
- （東京電視台、2014年12月30日）飾演阿部友子
- （NHK BS Premium、2015年1月3日）飾演柏木文香
- 電視未來遺產 （TBS電視台、2015年1月19日）飾演木村優子
- 獻給阿爾吉儂的花束（2015年版）（TBS電視台、2015年）飾演河口梨央
- 真實的恐怖故事（2015年8月29日）飾演早瀨知美
- 武士老師（朝日電視台、2015年）飾演武市富子
- 地域發電視劇 （NHK BS Premium、2015年10月28日）飾演伊藤加奈（主演）
- 產科醫鴻鳥（第8集）（TBS電視台、2015年）飾演土屋真紀
- 大阪環狀線 每人在車站的愛情故事（第1集）（關西電視台、2016年）飾演
- 晨間小說連續劇 別嬪小姐（日本放送協會、2016年 - 2017年）飾演小野明美
- 大阪環狀線 每人在車站的愛情故事 Part 2（第9集）（關西電視台、2017年）飾演
- 孤獨的美食家Season 6（第3集）（東京電視台、2017年）飾演女店員
- 幸的寺飯（日语：サチのお寺ごはん）（名古屋電視台／神奈川電視台／千葉電視台／KBS京都／SUN電視台／長野放送／BS12（日语：ワールド・ハイビジョン・チャンネル）、2017年）飾演臼井幸（主演）
- 瀨戶內海（日语：セトウツミ）（東京電視台、2017年）飾演內海優
- 99.9 -刑事專門律師-（第2季，第1集）（TBS電視台、2018年）飾演鈴木加代
- 家族的旅途（日语：父と子の旅路#家族の旅路）（富士電視台、2018年）飾演河村禮菜
- 未解決之女 警視廳文書搜查官（日语：警視庁文書捜査官）（第7集 - 大結局）（朝日電視台，2018年）飾演百百瀨佐智
- 遺留搜查（第5季，第2集）（朝日電視台、2018年）飾演若名友子
- 相棒（第17季，第1 - 2集）（朝日電視台、2018年）飾演鬼束祥
- 大阪環狀線 每人在車站的愛情故事 Part 4（第3集）（關西電視台、2018年10月27日）飾演渚
- 內田康夫懸疑 新·淺見光彥系列（日语：浅見光彦シリーズ (TBSのテレビドラマ)）（第5集「天城峠殺人事件」）（TBS電視台、2019年1月7日）飾演渚小林朝美（女主角）
- 名偵探·明智小五郎（日语：名探偵・明智小五郎）（第1集）（朝日電視台、2019年）飾演野宮涼子
- 警視廳·搜查一課長 新作特備劇4（日语：警視庁・捜査一課長）（朝日電視台、2019年7月7日）飾演池本奈月
- 螢草（NHK BS Premium、2019年）飾演佐知
- W縣警的悲劇（日语：W県警の悲劇）（第3集）（BS東視、2019年）飾演日下凜子
- 在非黑非白的世界，熊貓笑了。（第4集）（讀賣電視台、2020年）飾演春香
- 療癒心傷（NHK綜合頻道、2020年）飾演結城理惠
- BG～身邊警護人～（第2章，第2集）（朝日電視台、2020年）飾演守尾美和
- Night Doctor（第2集）（富士電視台、2021年）飾演鮎川希實
- 從最遠步行5分鐘（第6集）（BS東視、2022年）飾演馬場志織
- （第2集）（日本電視台、2024年）飾演清川惠美
- （NHK綜合頻道、2025年）飾演葵的母親（30多歲時）
- 法庭之龍（第6集）（東京電視台、2025年）飾演牧野紫織
- （關西電視台、富士電視台、2025年）
- 能面檢察官（第5集）（東京電視台、2025年）飾演金森實花
- 大阪激流傳（大阪激流伝）（NHK綜合頻道、預定於2025年8月31日起播映）飾演田口幸

### 其他電視節目
- CINEMA通信「亞細亞美女特集」（東京電視台、2006年10月5日）
- 夏歌2007（NHK綜合頻道、2007年8月14日）（於節目中的短劇中演出）飾演
- （富士電視台、2008年5月20日）

在節目的其中一個環節「Telephone Shock」中作嘉賓演出。
- 夏歌2008（NHK綜合頻道、2008年7月26日）
- （富士電視台、2008年9月21日）

與同樣在電影演出的中越典子一同擔任節目的嘉賓。
- 新堂本兄弟（富士電視台、2008年9月21日）

在節目中作首次公開演唱。
- 來自偵探X的挑戰書！、來自偵探X的挑戰書！2（日本放送協會、2009年）
- Dear Woman 電影中的她與朋友們（日本電影專門頻道、2009年）
- （日本放送協會、2009年8月）
- （2009年9月14日）
- NONFICTION W （WOWOW、2010年）
- （NHK教育頻道、2010年）
- （關西電視台、2010年）
- （NHK綜合頻道、2011年）旁述演出
- 1seg Lunchbox（NHK 1seg2、2011年）
- （NHK 1seg2、NHK教育頻道、2011年）
- another sky（日本電視台、2011年）
- （season6）（NHK綜合頻道、2010年5月 - 9月）
- RICOH presents （BS朝日、2011年9月24日、10月1日）
- （關西電視台、2011年10月7日 - 21日）飾演旅客
- （日本放送協會、2012年2月13日）說故事演出
- （再現劇：川崎篇）（NHK BS Premium、2012年8月11日）飾演川崎節子
- （日本放送協會、2012年10月9日）飾演嚮導
- （日本放送協會、2013年6月14日）旁述演出

### 錄影帶首映作品
- pieces of love （2008年）飾演主角（主演）

### 舞台劇
- （2009年）飾演早峰（主演）
- NYLON 100℃ 35th SESSION （2010年）
- （2011年）飾演民谷蓮
- 騒音歌舞伎-Rock Musical- 「我的四谷怪談」（2012年）飾演
- （新國立劇場、2013年6月4 - 23日）
- 歌姬（2014年再演版）（赤坂ACT Theater、2014年3月21日 - 30日）飾演岸田鈴
- 言葉之庭〜The Garden of Words〜（東京、預定於2023年11月9日 - 19日公演）飾演雪野百香里（主演；與岡宮來夢（日语：岡宮来夢）共同主演）

### 電子遊戲
- （2009年）聲演

### 廣告

#### 電視廣告及宣傳片
- 德島製粉（2001年）
- 小僧壽司本部「2001年夏之CAMPAIGN」（2001年）
- Unilever Japan（2002年）
- NEC Refresh PC「IT、de、ECHO」「返回的父女」篇（2004年 - 2005年）
- MPA「盜版撲滅運動」電影（2004年 - ）
- 倍樂生「進研Seminar中學生講座 測驗之前一刻」篇（2006年）
- TOMBOW鉛筆（2006年 - 2007年）
  - 「與文具同在的人」篇
  - 「橡皮擦」篇
- 佳能「Face Catch Technology」製品技術廣告（2007年 - 2008年）
- NEXON Japan （2007年 - 2008年）
  - 「轉校」篇 相關片段
  - 「畢業」篇 相關片段
  - 「三人面談」篇 相關片段
  - 「同級生」篇 相關片段（页面存档备份，存于）
  - TV CM Campaign 2008 相關片段（页面存档备份，存于）
- avex entertainment（2008年）
  - 「H2O」
  - 奥村初音「謝謝」（「戀、花火」音樂錄影帶中的片段） 相關片段
- SOFTBANK MOBILE（2008年）
  - 「白戶家 3年犬組」篇
  - 「SOFTBANK」篇
- JP日本郵便「賀年卡活動」（2008年）
  - 「數數張數（購買）」篇 相關片段（页面存档备份，存于）
  - 「請告訴我地址（製作）」篇 相關片段（页面存档备份，存于）
  - 「早出門」篇
- 北海道電力（2010年）
  - 篇
  - 篇
  - 篇
- 第一三共Healthcare CAKONAL2 V顆粒（2010年）
- 久光製藥  「實感」篇（2013年1月 - ）
- NatureLab LITS Series（2013年4月 - ）

#### 電台廣告
- 日本麥當勞（2010年）

#### 硬照廣告
- 全國防犯協會聯合會／社會安全研究財團等等「防止濫用藥物」海報、單張（2006年）
- Tower Records「No life, No music.」海報（2007年）
- Mutow
- HIRAKI
- 京阪百貨店
- 近鐵百貨店
- JP日本郵便「賀年卡活動」（2008年）
- 警察廳參加者招募用海報（2010年）
- 第17回統一地方選舉 神奈川縣投票参加啟發海報（2011年）
- 堺市選舉管理委員會「堺市長選舉投票啟發海報」（2013年）

### 互聯網劇集
- 澀谷怪談 的都市傳說（第8、14傳說）（Geneon Entertainment／Ampersand Broadband、2004年公映）飾演真帆
- HAVE YOUR MEASURE THE SHORT MOVIE（富士電視台傳訊、2007年）飾演辻里香（主演）
  - 第1集 identity（2007年6月8日公映）
  - 第2集 metamorphosis（2007年6月22日公映）
- 人生補時 貓篇（富士電視台傳訊、2009年）飾演（主演）
- I am GHOST（NTT DoCoMo、Bee TV、2009年10月20日 - ）飾演佐佐木愛（主演）
- （2009年）飾演主角（主演）
- （NTT DoCoMo動畫、2011年）飾演（主演）
- （FRESHNESS BURGER WEB、2012年11月10日 - ）（主演）
- Love Concierge（ラヴコンシェル） 第1週（NOTTV、2012年11月19日 - 23日）飾演（主演）
- （Hulu、2015年11月13日 - ）飾演高峰美智子

### 其他互聯網節目
- OCN免費動畫節目 Talking Japan Vol.086（2008年5月 - ）
- motteco書店 訪問（2008年11月25日）

### 音樂錄影帶
- 森大輔「moonlight」（WARNER MUSIC JAPAN、2005年8月24日發布）
- UNDER GRAPH（2006年）
- 林直次郎（電影中的片段）（2007年）
- 奧村初音「戀、花火」（2007年）
- Dreams Come True（2007年）
- KOTOKO「奪命捉迷藏」（電影『奪命捉迷藏』中的片段）（2007年）
- 「Cassini」（2008年）
- 清水翔太（2009年）
- 岡平健治（2011年）
- GUMMY（2013年）

### DVD
- Making Special（2009年）擔任旁白

的DVD映像特典。

## 出版作品

### 寫真集
- 谷村美月寫真集《花美月》（關惠美、集英社、2008年1月25日發售、ISBN 978-4-0878-0483-6）
- 谷村美月寫真集《LANKA》（BOMB特別編集）（長野博文、學習研究社、2010年9月22日發售、ISBN 978-4-0540-4646-7）
- 谷村美月寫真集《FAKE》（熊谷貫、WANI BOOKS、2012年6月18日發售、ISBN 978-4-8470-4465-6）

### 連載作品
- 1分鐘的紀實文學！主演谷村美月（共同通信社、2009年1月 - 12月）

### 其他
- 谷村美月 2012年月曆（TRY-X、2011年10月22日發售、ISBN 978-4-7774-8119-4）

## 外部連結
- 所屬事務所網站中的官方個人資料（页面存档备份，存于）
- 官方網誌（页面存档备份，存于）